# Barthélemy Catherine Joubert

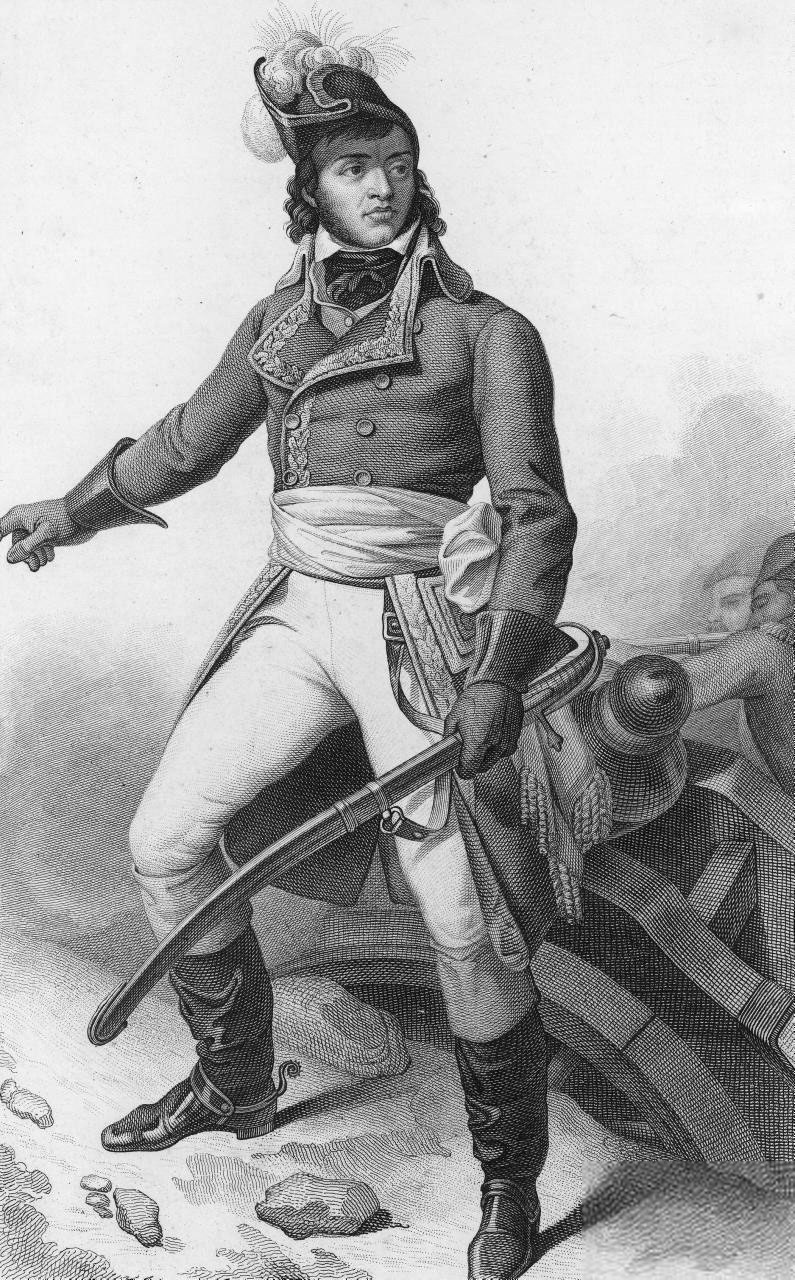
Barthélemy Catherine Joubert

Barthélemy Catherine Joubert (Pont-de-Vaux (Ain), 14 d'abril de 1769 – Novi, 15 d'agost de 1799) va ser un general francès. S'allistà a l'exèrcit francès el 1784 i ràpidament va pujar de rang durant les guerres revolucionàries franceses. Napoleó Bonaparte en reconegué el talent i n'incrementà les responsabilitats. Joubert va morir comandant les tropes franceses a la batalla de Novi el 1799.
Després d'aquesta batalla, les seves despulles van ser portades a Toló i enterrades a Fort La Malgue, i el Directori francès va honorar la seva memòria en una cerimònia pública al matí del 16 de setembre de 1799. El monument erigit a Joubert a Bourg-en-Bresse va ser aterrat per ordre del rei Louis XVIII, però un altre memorial es va erigir després a Pont-de-Vaux.